# Bloomberg News

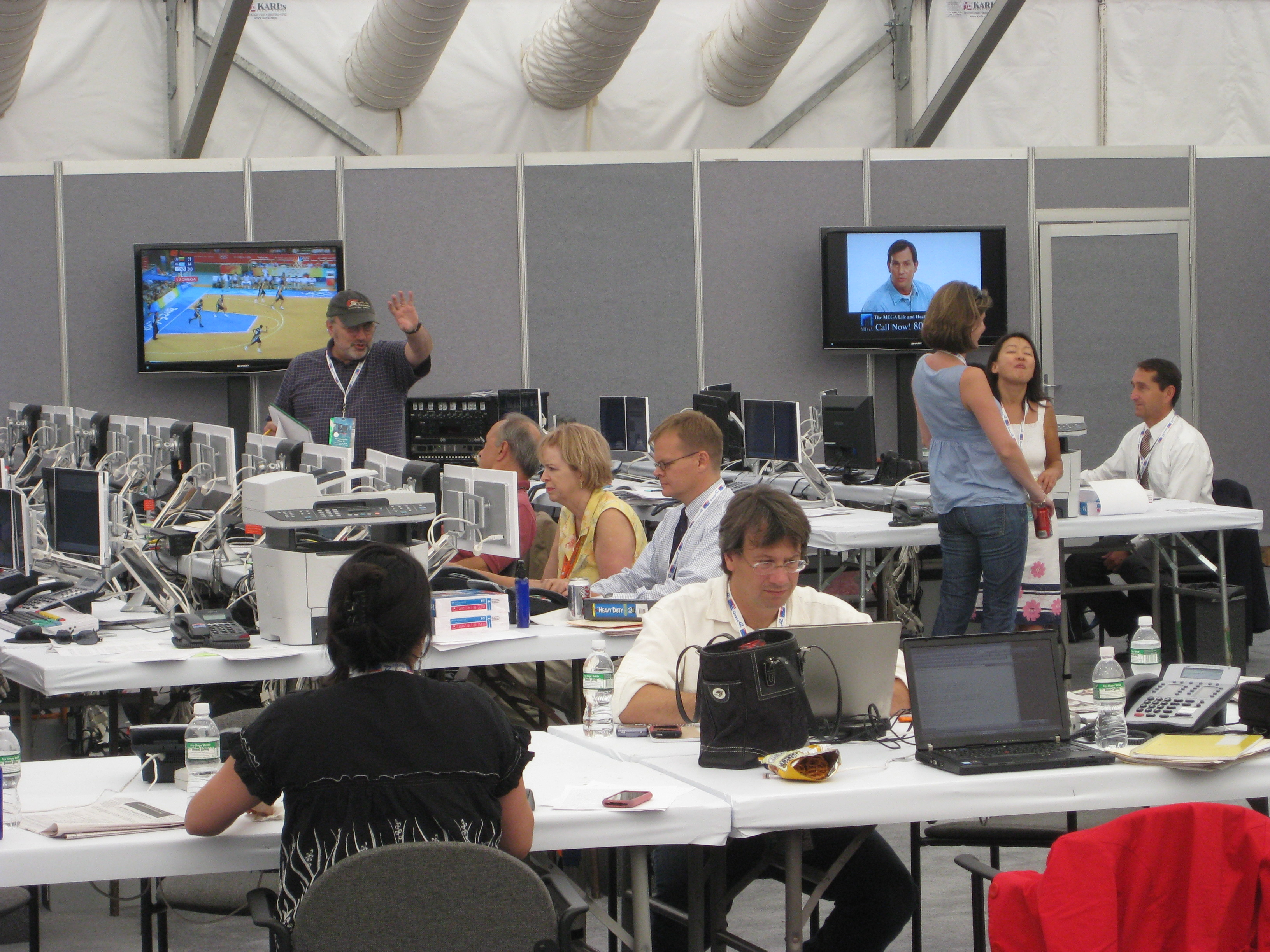
Een redactielokaal bij Bloomberg News.

Bloomberg News (oorspronkelijk Bloomberg Business News) is een internationaal nieuwsagentschap met hoofdkantoor in New York. Het is een divisie van Bloomberg L.P. De inhoud die Bloomberg News produceert, wordt verspreid door een hele reeks kanalen, websites en publicaties, waaronder Bloomberg Terminal, Bloomberg Television, Bloomberg Radio, Bloomberg Businessweek, Bloomberg Markets, de website bloomberg.com, en mobiele platforms.
John Micklethwait, hoofdredacteur sedert 2015, noteerde in een bedrijfsmemo Our purpose is to be the definitive 'chronicle of capitalism'---to capture everything that matters in global business and finance (“ons doel is de ultieme kroniek van het kapitalisme te zijn – om alle informatie te vergaren die van belang is in de mondiale zakenwereld en de financiële sector”).

## Historie
Bloomberg News werd in 1990 opgericht door Michael Bloomberg, en Matthew Winkler die de eerste hoofdredacteur werd, om financiële berichtgeving te leveren aan abonnees van Bloomberg Terminal. Het bureau ging van start met een team van zes mensen; in 2010 werkte het met meer dan 2.300 redacteurs en verslaggevers in 72 landen en 146 nieuwsbureaus wereldwijd.